# Hiéroglyphe égyptien D28

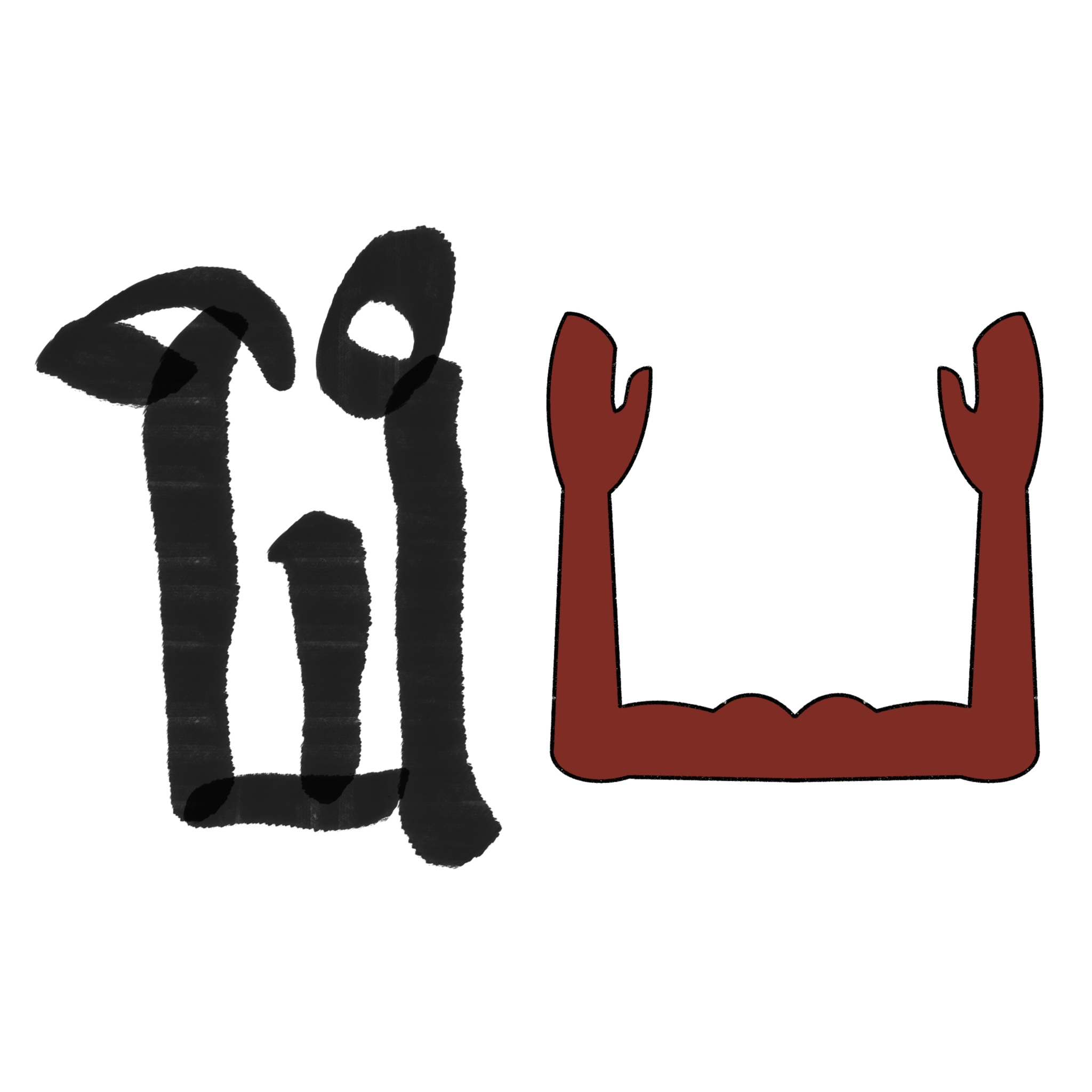
Version hiératique et hiéroglyphique

Le hiéroglyphe égyptien D28 (deux bras levés) est classifié dans la section D « Parties du corps humain » de la liste de Gardiner ; cet hiéroglyphe y est noté D28.

## Représentation
Il représente deux bras levés vers le ciel ou tendus (peut être comme pour embrasser). Dans les écritures cursives, le trait entre les bras rappelle la saillance des épaules. Il est translittéré kȝ.

## Utilisation
C'est un idéogramme du terme kȝ « Ka, âme, esprit, essence (d'un être), personnalité, chance, destin, fortune, volonté (du roi), royauté, bonne volonté, bon vouloir, spectre, fantôme », d'où découle sa valeur en tant que phonogramme bilitère de valeur kȝ. 

## Exemples de mots
| kA · r | O18 |

| kA · r | O18 |

| kA · t | A9 |

| kA · t | A9 |

| H | kA | A | W | A2 | Z3 |

| H | kA | A | W | A2 | Z3 |